# Pseudoplesiops collare
Pseudoplesiops collare är en fiskart som beskrevs av Gill, Randall och Edwards, 1991. Pseudoplesiops collare ingår i släktet Pseudoplesiops och familjen Pseudochromidae. Inga underarter finns listade i Catalogue of Life.